# HD 83446
HD 83446 là tên của một thiên thể có thể là một hệ sao đôi nằm trong chòm sao Thuyền Phàm. Với cấp sao biểu kiến của nó là 4,34, ta có thể nhìn thấy nó bằng mắt thường. Để có thể nhìn thấy rõ, ta cần điều kiện thời tiết tốt và một vị trí cách xa thành thị, nơi có sự ô nhiễm ánh sáng thấp hơn. Dựa trên giá trị thị sai đo được là 30,5 mas, khoảng cách của ngôi sao này với mặt trời của chúng ta là khoảng xấp xỉ 107,1 năm ánh sáng. Hiện tại, thiên thể này đang di chuyển cách xa chúng ta với tốc độ là 18 km/s.
Ngôi sao thành viên có thể nhìn thấy được của nó tạm gọi là A, nó là ngôi sao nằm trong dãy chính với quang phổ loại A7 V. Quan sát với chòm sao BRITE, ta biết được nó là một sao biến quang loại Delta Scuti. Chu kì biến quang của nó không phải là 31,0806 ngày thì sẽ là 34,2098 ngày. Tốc độ tự quay quanh trục của nó cao, 155 km/s, điều này khiến nó có hình cầu dẹt. Nó có điểm phình nơi xích đạo, từ tâm của ngôi sao này đến điểm phình thì có độ dài lớn hơn 6% độ dài từ tâm nối với điểm cực của nó. Tuổi của nó là khoảng 453 triệu năm với khối lượng gấp 1,8 lần khối lượng mặt trời. Nó tỏa ra năng lượng hay phát ra ánh sáng gấp 16 lần mặt trời và nhiệt độ hiệu dụng nơi quang cầu của nó là 8,331 Kelvin.

## Dữ liệu hiện tại
Theo như quan sát, đây là thiên thể nằm trong chòm sao Thường Phàm và dưới đây là một số dữ liệu khác:
- Xích kinh 09h 36m 49.53851s[3]
- Độ nghiêng −49° 21′ 18.0873″[3]
- Cấp sao biểu kiến 4.34[2]
- Cấp sao tuyệt đối 1.79[2]
- Vận tốc hướng tâm +178±05[4] km/s
- Loại quang phổ A7 V[5]
- Giá trị thị sai 30,4562 +/- 0,1933